# Guardiaregia
Guardiaregia (A Guàrdia, in molisano) è un comune italiano di 683 abitanti della provincia di Campobasso, in Molise.

## Geografia fisica

### Territorio
Il paese è situato ai piedi del monte Mutria (1823 m s.l.m.), una delle più alte vette del massiccio del Matese ed è ricca di corsi d'acqua, come il torrente Quirino.

### Clima
Il clima è caldo d'estate, con temperature intorno ai 30 °C, e freddo d'inverno, dove in gennaio vi si verificano precipitazioni nevose.

## Storia
In epoca romana il centro era un avamposto dei Sanniti, che poi venne conquistato nelle guerre sannitiche (II secolo a.C.), e poi nella guerra sociale, quando diventò municipium romano.
Nel X secolo sorse il nuovo abitato longobardo, con la rocca medievale sul colle La Motta per la protezione di Campochiaro. Nel XIII secolo, sotto papa Celestino V, comparvero alcuni eremi dipendenti dalla diocesi di Bojano.
Il centro, essendo in posizione dominante nel Matese, fu danneggiato maggiormente dalla forza dei terremoti, tra cui il sisma del 1805, che distrusse la chiesa parrocchiale.

### Simboli
Nello stemma è rappresentato il simbolo della vigilanza che è una gru coronata che regge nella zampa sollevata un sasso.
Il gonfalone è un drappo di azzurro.

## Monumenti e luoghi d'interesse

### Architetture religiose
Chiesa di San Nicola
La chiesa apparteneva all'epoca medievale, ma è in stile neoclassico dopo il terremoto del 1805. Ha pianta basilicale a tre navate, con facciata tripartita in tre portali. Il campanile è a torre compatta con cuspide.
Chiesa della Madonna della Neve
Fu costruita nel XVIII secolo e si trova fuori dal paese. Ha navata unica ed è in pietra sbozzata, con facciata semplice e architravata.

### Aree naturali
Oasi WWF
Nel 1997, grazie ad una collaborazione stipulata tra l'allora amministrazione comunale e il WWF Italia, è stata costituita nel territorio comunale di Guardiaregia un'oasi naturale, successivamente ampliata inglobando anche il territorio comunale di Campochiaro, grazie al quale ha raggiunto i 3135 ha, risultando così la seconda più grande oasi italiana per estensione. 

## Economia
Nel territorio del comune si trovano la diga di Arcichiaro e una zona industriale dove vi è tra gli altri uno stabilimento dell'Italcementi.

## Infrastrutture e trasporti
Il centro abitato è attraversato dalla strada provinciale 164 che conduce ad Alife.
Il territorio comunale è interessato inoltre dalla strada statale 17 e da un'antica via della transumanza, il tratturo Pescasseroli-Candela.

## Società

### Evoluzione demografica
Abitanti censiti

## Amministrazione
Di seguito è riportata una tabella relativa alle amministrazioni che si sono succedute in questo comune.
| Periodo        | Periodo        | Primo cittadino           | Partito                             | Carica  | Note  |
| -------------- | -------------- | ------------------------- | ----------------------------------- | ------- | ----- |
| 14 giugno 1988 | 7 aprile 1992  | Giovanni Mastrogiovanni   | Democrazia Cristiana                | Sindaco | [ 6 ] |
| 15 aprile 1992 | 6 maggio 1993  | Cristofaro Vignone        | Democrazia Cristiana                | Sindaco | [ 6 ] |
| 19 giugno 1993 | 28 aprile 1997 | Giovanni Moliterni        | Lista civica                        | Sindaco | [ 6 ] |
| 28 aprile 1997 | 14 maggio 2001 | Giovanni Moliterni        | Partito Democratico della Sinistra  | Sindaco | [ 6 ] |
| 14 maggio 2001 | 30 maggio 2006 | Giovanni Mastrogiovanni   | Centro-destra                       | Sindaco | [ 6 ] |
| 30 maggio 2006 | 16 maggio 2011 | Danilo Donato Di Federico | Lista civica                        | Sindaco | [ 6 ] |
| 16 maggio 2011 | 6 giugno 2016  | Fabio Iuliano             | Lista civica Tre monti              | Sindaco | [ 6 ] |
| 6 giugno 2016  | 3 ottobre 2021 | Fabio Iuliano             | Lista civica Guardiaregia nel cuore | Sindaco | [ 6 ] |
| 3 ottobre 2021 | in carica      | Fabio Iuliano             | Lista civica Liberi di volare       | Sindaco | [ 6 ] |